# Mató de Pedralbes
Le caillé de nonne , ou aussi connu sous le nom de caillé de Pedralbes , est un dessert traditionnel de la cuisine catalane semblable à la meilleure crème catalane , non moulé, de forme ovale, et souvent accompagné de crème ou de miel . Malgré son nom, il ne s'agit pas de fromage ou de brossat , comme l'est le caillé , mais le nom de caillé fait référence à la forme et à la texture de ces desserts non moulés, comme la poitrine pâle et tremblante d'une nonne. [ citation nécessaire ] Ils sont actuellement considérés comme un dessert ou une collationdes plats typiques de Barcelone que l'on peut déguster, par exemple, dans les célèbres chocolateries de la Carrer Petritxol, dans le quartier gothique . 
Ce sont quelques-uns des derniers de la famille des aliments blancs qui étaient auparavant populaires dans toute la Catalogne . Au XIXe  siècle , elles étaient traditionnellement consommées pour la Saint-Joseph, comme alternative à la crème catalane , et à cette époque, elle devait être littéralement fabriquée par des religieuses, qui pouvaient la vendre ou la donner.  À l'époque de la Renaissance , les barcelonais se rendaient à Pedralbes pour manger ces desserts confectionnés par les religieuses du couvent de Pedralbes,  qui les firent également connaître sous le nom de caillé de Pedralbes . Quelque chose de similaire s'est passé à Lisbonne, où à l'époque il était de bon ton de se rendre dans la ville voisine de Belém pour manger des gâteaux à la crème qui sont aussi, depuis lors, également connus sous le nom de gâteaux de Belém
A cette époque, elle était très appréciée et considérée comme plus raffinée et prestigieuse que la crème catalane . Dans La cuynera catalana (1835), il est considéré comme équivalent à la nourriture blanche,  qui, pour certains auteurs, est un caillé de nonne sans œuf. Le baron de Maldà en parle dans son Tiroir du tailleur écrit entre la fin du  XVIIIe siècle et le début du XIXe. Al segle  xix surt , en castellà i sota el nom de requesón de monja , al receptari Nuevo manual de la cocinera catalana y cubana de Joan Cabrisas, publicat a l'Habana l'any 1859. També referencien el mató de monja molts escriptors de l 'ère, comme Pitarra. En 1877, par exemple, Rossend Arús a publié une histoire satirique intitulée Los matons de Pedralbes dans le magazine catalan La llumanera de Nova York , qui a été publié à New York .